# Fort St. John
Fort St. John, seltener auch Fort Saint John geschrieben, ist eine Stadt im Peace River Regional District der kanadischen Provinz British Columbia. Die Stadt hat auf einer Fläche von 32 km² rund 21.000 Einwohner (Zensus 2021). Sie befindet sich bei Meile 47 des  Alaska Highway und ist neben Fairbanks und Whitehorse eine der größten Städte an dieser Überlandstraße.
Der erste Vorgängerort entstand 1794 als Handelsplatz (trading post) und ist damit die älteste europäische Gründung im heutigen British Columbia. Bereits 1948 wurde das zwischen 1806 und 1896 genutzte Gelände mit den Gebäuden zur National Historic Site of Canada erklärt.
Der Slogan der Stadt lautet heute Fort St. John: The Energetic City (dt. Die Stadt voller Energie).

## Geschichte

### Frühgeschichte
Die Region birgt die älteste archäologische Fundstätte British Columbias, die Charlie Lake Cave, eine Höhle 7 km nördlich von Fort St. John, die seit 1983 erforscht wird. Die Artefakte reichen bis zu 12.500 Jahre zurück. Die Höhle besteht aus einer Öffnung von 4,5 mal 6 m, vor der sich eine Plattform befindet. An einem weiteren Fundort, etwa 100 km nördlich von Fort St. John, fand man die Pink Mountain site, eine Siedlung mit einer Kontinuität von rund 3000 Jahren.

### Pelzhandel
Die heutige Siedlung wurde über die Jahre aus wirtschaftlichen Gründen mehrfach verlagert. Sie ist vermutlich die sechste Niederlassung in der Gegend. Der erste Handelsposten in der Gegend, und damit in ganz British Columbia, hieß Rocky Mountain House. Er wurde 1794, ein Jahr nach der Erforschung der Umgebung durch Sir Alexander Mackenzie, gegründet. Er befand sich südwestlich des heutigen Fort St. John und war eines von mehreren Forts, die für den Pelzhandel am Peace River errichtet wurden. Es wurde vor allem für Handel mit den Indigenen der Dunneza und Sikanni genutzt, beendete zugleich das Handelsmonopol der Cree mit den örtlichen Stämmen, das seit 1718 bestand. Außerdem diente es als Lager für weiter reichende Expeditionsreisen. Das Fort wurde 1805 geschlossen. 1806 errichtete die North West Company das Fort d'Epinette, das 1821 in Fort St. John umbenannt wurde, nachdem die North West Company mit der Hudson’s Bay Company verschmolzen worden war. Dieses Fort befand sich etwa 500 m flussabwärts von der Mündung des Beatton River, der damals Pine River genannt wurde, wovon sich die französische Bezeichnung d'epinette ableitete. Es wurde 1823 geschlossen.
Vierzig Jahre später, im Jahr 1860, wurde Fort St. John wieder errichtet, diesmal auf der Südseite des Peace River, genau südlich der heutigen Ansiedlung. Francis Work Beatton verlegte es 1872 auf die andere Seite des Flusses. Es blieb dort bis 1925, als der Fluss nicht mehr der wichtigste Verkehrsweg war und das Fort näher an eine sich durch Siedler neu bildende Ansiedlung heran verlegt wurde. Diese neue Stadt befand sich am Fish Creek, nordwestlich des heutigen Standortes, an der neuen Route nach Fort Nelson. Sie blieb bis 1975 bestehen. 1928 verlegte Clark Finch seinen Gemischtwarenladen dorthin, wo die Regierung bereits ein Verwaltungsgebäude für die Land-, Telegrafen- und Poststellen errichtet hatte.
Der jetzige Standort von Fort St. John wurde schließlich gebildet, nachdem Finch 20.000 m² Land (fünf acres) für eine Römisch-katholische Kirche und weiteres Land für ein Krankenhaus gestiftet hatte.
Als village (Dorf) wurde Fort St. John 1947 offiziell gegründet. Seit 1960 hat es Stadtrechte und heißt inzwischen offiziell City of Fort St. John.

## Bevölkerung
| Kanadischer Zensus, 2021 |               |                  |
|                          | Fort St. John | British Columbia |
| Medianalter              | 32,4 Jahre    | 42,8 Jahre       |
| Durchschnittsalter       | 32,4 Jahre    | 42,8 Jahre       |
| Religionen               |               |                  |
| Christen                 | 35,8 %        | 33,6 %           |
| Sikh                     | 2,3 %         | 5,8 %            |
| Hindu                    | 1,4 %         | 1,6 %            |
| ohne                     | 56,7 %        | 51,2 %           |

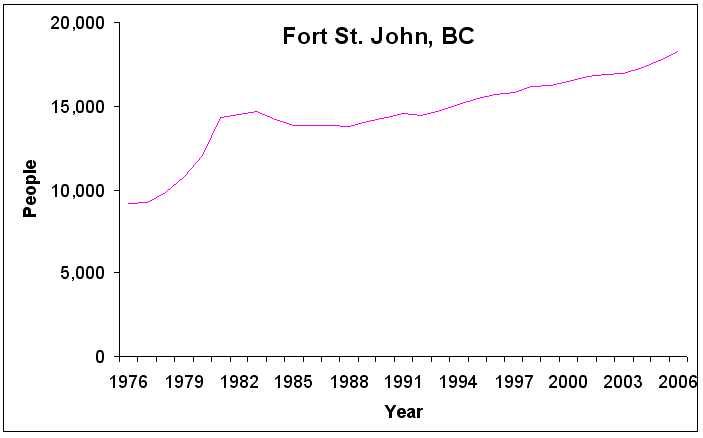
Bevölkerungsentwicklung, Fort St. John (1976–2006) Quellen:

Der erste Zensus, der Fort St. John als eine eigene Zähleinheit erfasste, fand 1951 statt und zählte 884 Einwohner. Die Bevölkerung wuchs in der Folgezeit schnell und verdoppelte sich etwa alle fünf Jahre, so dass 1966 6.749 Einwohner gezählt wurden. Die Zunahme der Bevölkerung verlangsamte sich in den 1970er Jahren, als sie zwischen 1971 und 1978 lediglich um 1.551 Personen von 8.264 auf 9.815 stieg. Bereits 1981 war die Einwohnerzahl aber auf 14.337 angestiegen, also um 4.522 in drei Jahren. Eine Wirtschaftskrise in den 1980er Jahren sorgte dafür, dass die Einwohnerzahl erst 1994 15.000 überstieg. Seitdem nimmt die Bevölkerung stetig um ca. 2 % pro Jahr zu.
Die kanadische Volkszählung des Jahres 2001 ermittelte 16.034 Einwohner in 6.155 Haushalten bzw. 4.240 Familien. Das waren 6,7 % mehr als beim Zensus fünf Jahre zuvor. Das Median-Alter lag um acht Jahre unter dem kanadischen Durchschnitt und fast zehn Jahre unter demjenigen der Provinz British Columbia, was zeigt, dass die Stadt eine vergleichsweise junge Bevölkerung hat. 94,3 % der Einwohner (2001) wurden in Kanada geboren (im Vergleich zu 88,2 % der Einwohner ganz Kanadas) und 93 % von ihnen sprachen lediglich die englische Sprache als Muttersprache. 11 % erklärten sich als Angehörige der kanadischen Urbevölkerung. Die größte nationale Minderheit bildeten 100 philippinisch-stämmige Einwohner (0,6 % der Bevölkerung).
Der Zensus im Jahr 2016 ergab für die Gemeinde eine Bevölkerungszahl von 20.155 Einwohnern, nachdem der Zensus im Jahr 2011 für die Gemeinde noch eine Bevölkerungszahl von 18.609 Einwohnern ergab. Die Bevölkerung hat dabei im Vergleich zum letzten Zensus im Jahr 2011 um 8,3 % zugenommen und liegt damit deutlich über dem Provinzdurchschnitt mit einer Bevölkerungszunahme in British Columbia um 5,6 %. Im Zensuszeitraum 2006 bis 2011 hatte die Einwohnerzahl in der Gemeinde, nahezu durchschnittlich, um 6,9 % zugenommen, während sie im Provinzdurchschnitt um 7,0 % zunahm.
Für den Zensus 2016 wurde für die Gemeinde ein Medianalter von 31,5 Jahren ermittelt. Das Medianalter der Provinz lag 2016 bei nur 43,0 Jahren. Das Durchschnittsalter lag bei 33,4 Jahren, bzw. bei 42,3 Jahren in der Provinz.
Zum Zensus 2011 wurde für die Gemeinde noch ein Medianalter von 30,6 Jahren ermittelt. Das Medianalter der Provinz lag 2011 bei nur 41,9 Jahren.
Im Jahr 2005 wurden 4.048 Straftaten nach dem kanadischen Strafgesetz-Kodex registriert, was einer Rate von 228 pro 1.000 Einwohner entspricht und weit über dem Provinzdurchschnitt von 125 liegt. Insbesondere die Raten von Kokain- und Cannabis-Delikten, nicht-sexuellen Übergriffen, Sachbeschädigung und brandstiftungsverwandten Tatbeständen waren weit höher als der Provinzschnitt, während Raub, Diebstahl aus Kraftfahrzeugen und Firmeneinbrüche weit unterdurchschnittlich häufig registriert wurden.
|                       | Jan   | Feb  | Mär  | Apr  | Mai  | Jun  | Jul  | Aug  | Sep  | Okt  | Nov   | Dez   |   |       |
| Mittl. Tagesmax. (°C) | −9,9  | −6   | −0,3 | 9,3  | 15,7 | 19,2 | 21,2 | 20,2 | 15,1 | 8,2  | −2,9  | −8    | ⌀ | 6,9   |
| Mittl. Tagesmin. (°C) | −18,4 | −15  | −9,1 | −1,3 | 4,1  | 8,2  | 10,2 | 8,9  | 4,6  | −0,4 | −10,4 | −16,2 | ⌀ | −2,8  |
|                       |       |      |      |      |      |      |      |      |      |      |       |       |   |       |
| Niederschlag (mm)     | 26    | 21,9 | 21,4 | 18,8 | 39,7 | 71,4 | 83,2 | 56,9 | 45,7 | 25,8 | 28,5  | 26,5  | Σ | 465,8 |

| −18,4 |

| −15 |

| −9,1 |

| −1,3 |

| 4,1 |

| 8,2 |

| 10,2 |

| 8,9 |

| 4,6 |

| −0,4 |

| −10,4 |

| −16,2 |

| −18,4 |

| −15 |

| −9,1 |

| −1,3 |

| 4,1 |

| 8,2 |

| 10,2 |

| 8,9 |

| 4,6 |

| −0,4 |

| −10,4 |

| −16,2 |

## Geographie und Klima
Die Stadt liegt in den oberen Prärien nördlich des Peace River und ist von kontinentalem Klima mit kalten Wintern und warmen Sommern geprägt. Gemäß der Klimaklassifikation nach Köppen und Geiger ist das Klima in Fort St. John als feuchtes Kontinentalklima (Dfb) einzustufen. Wind kommt meist aus Südwesten mit durchschnittlichen Windgeschwindigkeiten von 13,7 km/h. Die Tage sind aufgrund der nördlichen Lage im Winter sehr kurz und im Sommer sehr lang.
In Fort St. John gilt die Mountain Standard Time das ganze Jahr über.

## Infrastruktur und öffentliche Einrichtungen

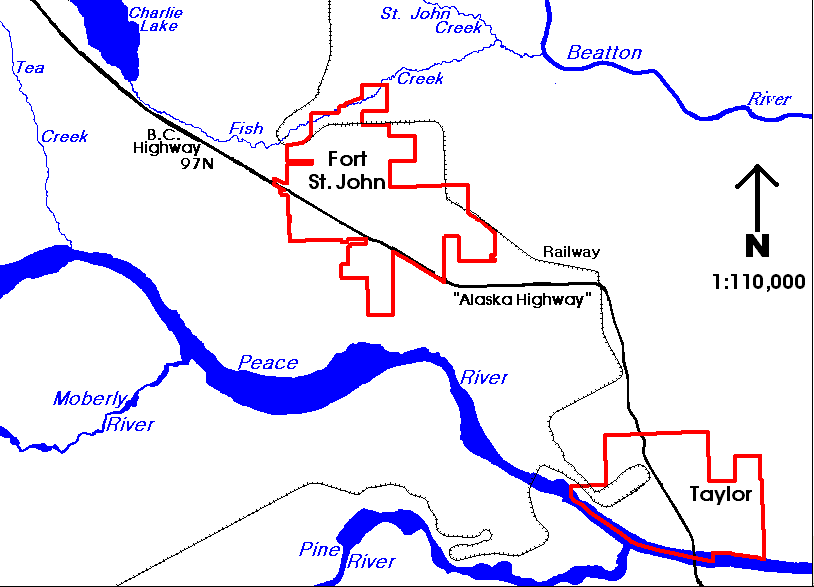
Bäche, Flüsse und Transportinfrastruktur in und um die Stadt

Fort St. John ist ein Verkehrsknotenpunkt seiner Umgebung. Die wichtigste Überlandstraße ist der Highway 97 (Alaska Highway), den die US Army 1942 baute. Er durchquert die Stadt und verbindet sie mit Fort Nelson, dem Yukon-Territorium und Alaska im Norden und Dawson Creek im Süden. Der Highway verringerte die Abhängigkeit des Ortes vom Fluss als Transportmittel deutlich.
Weiterhin verläuft der CANAMEX Corridor durch die Gemeinde. Diese Handelsroute wurde im Rahmen des Nordamerikanischen Freihandelsabkommens definiert und dient dem Transport zwischen Kanada, den Vereinigten Staaten und Mexiko.
Einige Kilometer östlich der Stadt befindet sich der North Peace Airport (IATA-Flughafencode: YXJ, ICAO-Code: CYXJ). Der Flugplatz hat zwei asphaltierte Start- und Landebahnen von 2.042 bzw. 2.106 Meter Länge und ist der einzige Flughafen zwischen Fort St. John und Dawson Creek. Er wird mit Linienflügen von Air Canada Jazz, Central Mountain Air und Peace Air angeflogen, North Cariboo Air ist mit Charterflügen vertreten. Auf dem Charlie Lake, 8 Kilometer nordwestlich der Stadt, befindet sich zusätzlich auch noch ein örtlicher Wasserflugplatz (Transport Canada Identifier: CEY7).
Die Eisenbahnverbindung, die die nördliche und östliche Stadtgrenze tangiert wurde von der Pacific Great Eastern Railway von Chetwynd verlängert. 1958 erreichte erstmals ein Zug Fort St. John. Überlandbusse der Greyhound Lines halten in der Stadt und verbinden sie mit der Hauptstadt des Yukon-Territoriums, Whitehorse, im Norden (über Fort Nelson) und Dawson Creek im Süden.
Die Straßen innerhalb der Stadt sind gitternetzförmig angelegt. Die Hauptstraßen sind in Nord-Süd-Richtung die 100 Street und in Ost-West-Richtung die 100 Avenue.
Die Wasserversorgung arbeitet vor allem mit aufbereitetem Wasser aus dem Peace River. Es gibt zwei Klärteiche, von denen einer die geklärten Abwasser in den Peace River und einer in den nördlich gelegenen Beatton River abgibt. Die Regenwasserkanäle verlaufen entlang der Abwasserkanäle, leiten das in ihnen aufgefangene Wasser aber direkt in die Flüsse.
Die Polizeiaufgaben sind an die Royal Canadian Mounted Police vergeben, die zwei Abteilungen unterhält, eine für die Stadt mit 26 Mitgliedern und eine für die ländliche Umgebung mit zehn Mitgliedern. Die örtliche Feuerwache hat haupt- und ehrenamtliche Feuerwehrleute. Sie ist für die Stadt und ein Gebiet von fünf Meilen (ca. 8 km) Umkreis zuständig.
Im Bereich der Stadt gibt es 14 öffentliche Schulen, von denen nur eine weiterführend ist. Sie werden vom Schulbezirk 60 Peace River North betrieben. Das Northern Lights College eröffnete 1981 einen Campus im Norden der Stadt. Die Volkszählung von 2001 ermittelte, dass nur 10,5 % der Einwohner im Alter von 20 bis 64 Jahren einen Universitätsabschluss besaßen, was weniger als die Hälfte des kanadischen Durchschnitts von 21,6 % entsprach. 27,2 % der Einwohner derselben Altersgruppe hatten keinen Highschool-Abschluss; diese Rate liegt sieben Prozentpunkte über dem kanadischen Durchschnitt und demjenigen British Columbias.

## Kultur, Freizeit, Medien

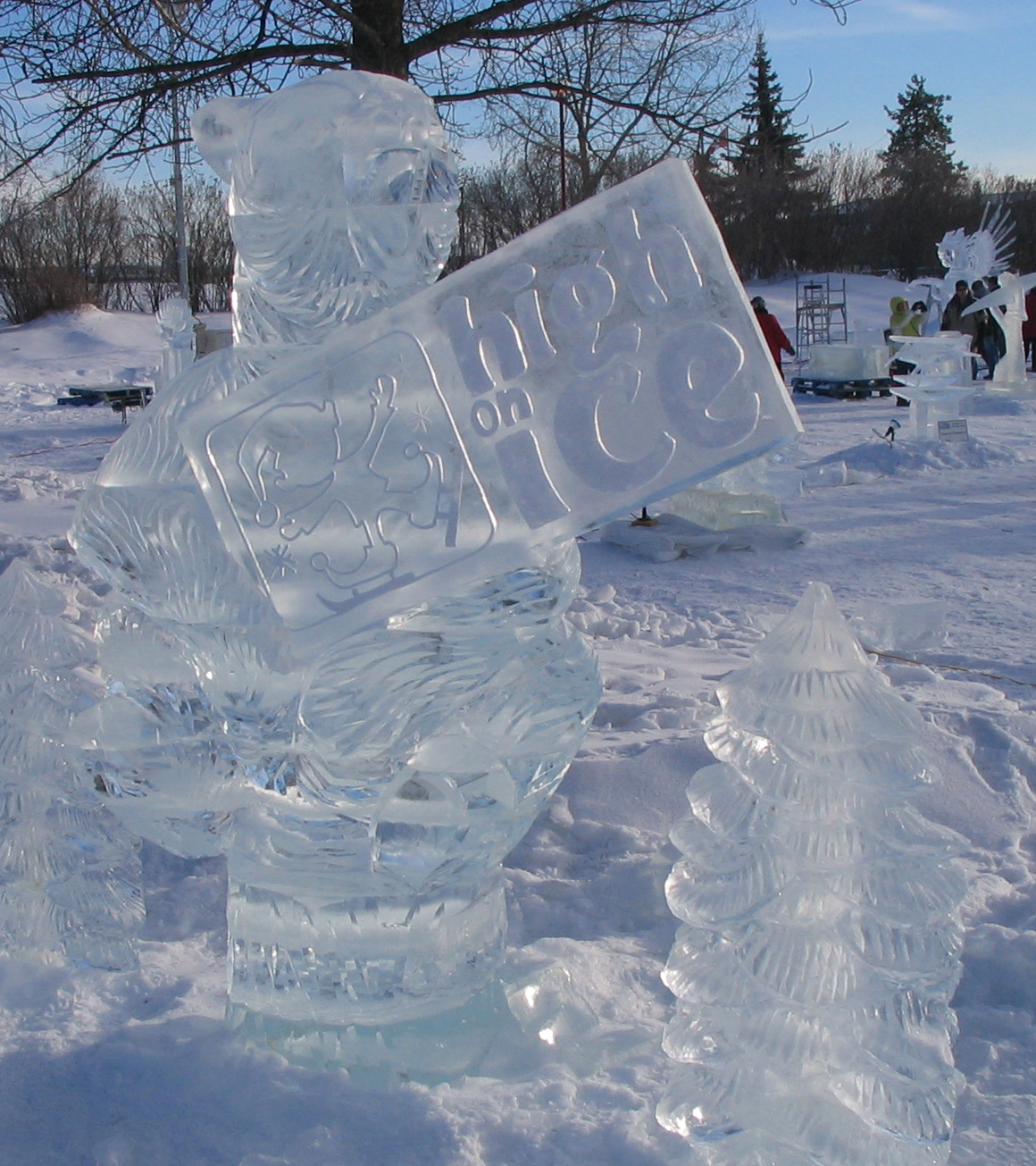
High on Ice Winter Carnival im Januar 2007.

Fort St. John dient als Freizeit- und Kulturmittelpunkt für eine Umgebung mit ca. 30.000 Einwohnern. Viele der Kultur- und Freizeitangebote der Stadt befinden sich in und um den Centennial Park in der Stadtmitte. In diesem großen Park befindet sich das Fort St. John North Peace Museum, die Schwimm- und Wellnesshalle North Peace Leisure Pool, die Eishalle North Peace Arena (Heimat der Northwest-Junior-Hockey-League-Eishockeymannschaft der Fort St. John Huskies), eine weitere Eishalle für Kinder, ein Curling-Ring und ein Freiluft-Wasserpark sowie ein Eisschnelllauf-Oval. Weitere Parks in der Gegend sind der von der Stadtverwaltung unterhaltene Fish Creek Community Forest und der etwa 10 km nordwestlich gelegene Beatton Provincial Park sowie der Charlie Lake Provincial Park. Im Stadtzentrum befindet sich das North Peace-Kulturzentrum mit der öffentlichen Bibliothek, einem Theater und anderen Kultureinrichtungen.
Fort St. John war 1984 Ausrichter der British Columbia Winter Games und der Northern British Columbia Winter Games in den Jahren 1975, 1976, 1994, 2000 und 2007. Im August jeden Jahres findet die Great Canadian Welding Competition statt, ein Wettbewerb im Kunst-Schweißen, bei dem Kunstschweißer Skulpturen zu einem vorgegebenen Thema fertigen. Im Januar jedes Jahres füllt sich anlässlich des High on Ice Winter Carnival unter anderem der gefrorene Centennial Park mit Eisskulpturen, die Eisbildhauer in einem Wettbewerb schnitzen.
In Fort St. John sind mehrere regionale Zeitungen erhältlich. Die Alaska Highway News und die Peace River Block Daily News erscheinen beide täglich und gehören zur Canwest-Global-Lokalzeitungskette. Die Alaska Highway News werden ebenso wie die wöchentlichen, kostenlosen Northeast News in der Stadt selbst produziert und sind stärker auf Fort St. John konzentriert, während die Peace River Block Daily News in Dawson Creek erscheinen. Zu den von Fort St. John aus gesendeten Radioprogrammen gehören 98.5 Energy FM (CHRX), 101.5 The Bear FM (CKNL) und 100.1 The Moose FM (CKFU), während 890 CJDC AM und 94.5 Peace FM (CHET) in der Stadt empfangbar sind, aber von Dawson Creek bzw. Chetwynd aus ausgestrahlt werden.

## Wirtschaft
Fort St. John ist Subzentrum für seine 18.000 Einwohner und ein rurales Hinterland mit etwa 12.000 Einwohnern. Die Öl- und Gaswirtschaft von British Columbia hat in der Stadt und ihrer Umgebung ihr Zentrum; die Öl- und Gaskommission der Provinz sitzt in der Stadt. Mit der Eröffnung einer Grobspanplatten-Fabrik im Jahr 2002 hat die Forstwirtschaft an Bedeutung gewonnen. Landwirtschaft ist traditionell ein wichtiger Wirtschaftszweig der Region, für die Fort St. John Absatzmarkt und Umschlagplatz ist.
Die kanadische Volkszählung von 2001 registrierte 9.985 Einkommensbezieher im Alter von mehr als 15 Jahren in der Stadt. Von ihnen waren 4.500 Vollzeitbeschäftigte während des ganzen Jahres. Der hohe Erwerbstätigenanteil an der Gesamtbevölkerung hängt mit der vergleichsweise jungen Bevölkerungsstruktur zusammen. Viele der in Fort St. John Tätigen wurden von der hohe Löhne zahlenden Erdöl- und Erdgaswirtschaft in der Stadt und ihrer Umgebung angezogen. Das durchschnittliche Jahreseinkommen aller über 15-Jährigen betrug 25.898 kanadische Dollar und lag damit 17 % über dem kanadischen Durchschnitt. Das Lohngefälle zwischen Männern und Frauen ist in der Stadt relativ groß.

## Verkehr
Die Gemeinde ist an ein überregionales Netz von Busverbindungen angeschlossen, welches von BC Bus North betrieben wird. Die Gemeinde liegt zum einen an der Verbindung Dawson Creek–Fort St. John–Fort Nelson und ist zum anderen Start-/Endpunkt der Verbindung Prince George–Mackenzie–Dawson Creek–Fort St. John. Mit Stand 2020 sind in diesem Netz insgesamt 34 Gemeinden und Siedlungen im zentralen und nördlichen British Columbia verbunden.
Öffentlicher Personennahverkehr wird örtlich mit fünf Buslinien durch das „Fort St. John Transit System“ angeboten, welcher von BC Transit in Kooperation erbracht wird.

## Politik und Verwaltung
Die Stadt wird nach dem Council-Manager-Verfahren regiert und verwaltet. Ein sechsköpfiger Stadtrat, der alle drei Jahre neu gewählt wird, regiert gemeinsam mit dem Bürgermeister. Derzeitiger Bürgermeister ist der am 19. November 2005 gewählte ehemalige Polizist und ehemalige Stadtrat Jim Eglinski. Er setzte sich bei den Wahlen gegen den Amtsinhaber Steve Thorlakson durch, der zuvor 15 Jahre lang Bürgermeister gewesen war. Der Bürgermeister und ein Mitglied des Stadtrates vertreten Fort St. John im Vorstand des Peace River Regional District. Ebenso entsendet die Stadt drei Mitglieder in das Kuratorium des Schuldistrikts 60 Peace River North.
Für Wahlen zum Parlament von British Columbia gehört Fort St. John zum Wahlbezirk Peace River North. Der gewählte Abgeordnete heißt Richard Neufeld und wurde erstmals 1991 für die British Columbia Social Credit Party in das Provinzparlament gewählt, wobei seine Partei in Fort St. John 56 % der Stimmen erhielt. Er wurde 1996 für die Reform Party of British Columbia wiedergewählt und erhielt in Fort St. John einen Stimmanteil von 44 %. 2001 und 2005 wurde er für die British Columbia Liberal Party wiedergewählt und erhielt hierbei in Fort St. John 73 % bzw. 59 % der Stimmen. Seit 2001 ist er Energie-, Bergbau- und Erdölminister von British Columbia.
Bei Wahlen zum kanadischen House of Commons gehört Fort St. John zum Wahlbezirk Prince George—Peace River, in dem der Bezirk seit 1993 von Jay Hill vertreten wird, der der Konservativen Partei Kanadas angehört. Er wurde in Fort St. John geboren und wuchs dort auf. Er wurde 1997, 2000, 2004 und 2007 wiedergewählt und erhielt bei seinen Wiederwahlen in Fort St. John 74 %, 77 %, 70 % und 72 % der Stimmen. Er ist seit Februar 2006 Chief Whip (eine Art Fraktionsdisziplinierer) der Regierung und war vorher Whip der Canadian Alliance. Unter der neuen Regierung von Stephen Harper ist er seit Januar 2007 Staatssekretär.
Jeweils zweitstärkste Partei bei den letzten Provinz- und Bundesparlamentswahlen 2005 bzw. 2006 war die Neue Demokratische Partei, deren Kandidaten Brian Churchill für das Parlament von British Columbia und Malcolm Crockett für das kanadische Parlament in Fort St. John 28 % bzw. 12 % der Stimmen erhielten.

## Söhne und Töchter der Stadt
- Blain Cranston (* 1995), Volleyballspieler
- Adrien Dorval (1963–2021), Schauspieler
- Brad Fast (* 1980), Eishockeyspieler
- Mark Hartigan (* 1977), Eishockeyspieler
- Brian Jungen (* 1970), Künstler
- Michelle Kelly (* 1974), Skeletonpilotin
- Denny Morrison (* 1985), Eisschnellläufer (geboren in Chetwynd, lebt in Fort St. John)
- John van ’t Schip (* 1963), ehemaliger niederländischer Fußballnationalspieler